# 菲利普斯堡
菲利普斯堡（荷蘭語：Philipsburg，發音：[ˈfilɪpsˌbʏr(ə)x]）是荷属圣马丁的主要城镇，也是圣马丁岛的行政中心及商业中心。在2006年,该地人口为1,338人。该城镇由苏格兰人约翰·菲利普斯建立于1763年。该地由哥伦布于1493年11月11日发现。该地拥有一个港口，泊有许多游轮。

## 交通
朱麗安娜公主國際機場